# Toxocarpus wangianus
Toxocarpus wangianus är en oleanderväxtart som beskrevs av Ying Tsiang. Toxocarpus wangianus ingår i släktet Toxocarpus och familjen oleanderväxter. Inga underarter finns listade i Catalogue of Life.